# キザイア・ジョーンズ
キザイア・ジョーンズ (Keziah Jones 1968年1月10日 - ) はナイジェリア出身のシンガーソングライター・ギタリストである。自ら「ブルーファンク」(blufunk)と称するブルースとファンクの要素をあわせ持つ演奏スタイルを特徴としている。山高帽がトレードマーク。

## 来歴
1968年、ナイジェリアの首都ラゴスにて、ヨルバ族の族長にして資産家の父親のもとに生誕。8歳のときパブリック・スクール入学のためロンドンに渡るが、結果的には両親が望んだ医者ではなくミュージシャンとして故国を離れることになった。
1992年、フェラ・クティがエイズで亡くなり、彼はその事に大きなショックを受けた。その同じ年に彼は、パリとラゴスを離れ、ロンドンに移り住んだ。彼がフェラと出会ったのは、長時間の対談企画であったが、これは「Kalaluta共和国の大統領」（フェラのニックネーム）にとって最期の公式声明となった。これはバトン・リレーのように、アフリカン・アヴァン・ギャルドの世代から世代へと受け継がれたフェラからのアーティスティックで政治的な「遺言書」である。
1992年、パリの地下鉄で演奏していたところが目に留まり、Delabelレーベルと契約を交わす。翌年リリースされたファースト・アルバム『Blufunk is a Fact』はたちまち成功を収め、さらにシングル「Rhythm is Love」が予想外の世界的ヒットとなった。新たなリズム哲学を生み出したこの傑作ファースト・アルバムは、キザイアがその後歩んでいく様々な音楽的方向性の片鱗が既に現れている。例えば、ブルースにロックを経由してファンク、さらにその少し後にはアフロビートまでも。このように全く自然で成功したジャンルの融合は、キザイアのトレードマークとなり、今でも彼の成功の鍵となっている。
1995年に発売された彼のセカンド・アルバム『AFRICAN SPACE CRAFT』は、アフロ・ファンク・ロックという形の音楽的ジグソー・パズルを宣言したアルバムであり、彼が別格のアーティストであることを裏付ける作品でもあった。これに続いたのが1999年にリリースされた実験的なアルバム『LIQUID SUNSHINE』である。
2003年にはマルセル・カミュ監督の映画『黒いオルフェ』(1958年)にインスパイアされた、久々の新作となる4作目『Black Orpheus』を発表した。

## ディスコグラフィ
- Blufunk Is A Fact - (1992年3月23日)
- Live EP - (1993年)
- African Space Craft - (1995年3月27日)
- Liquid Sunshine - (1999年5月10日)
- Black Orpheus - (2003年4月22日)
- Rhythm Is Love - Best Of - (2004年11月2日)
- Nigerian Wood - (2008年9月1日)
- Captain Rugged - (2013年11月19日)